# Ошакати (аэропорт)
Аэропорт Ошакати (ИАТА: OHI, ИКАО: FYOS) — аэропорт, располагающийся в городе Ошакати, находящийся в области Ошана в Намибии.